# Ryhall
Ryhall is een civil parish in het bestuurlijke gebied Rutland, in het Engelse graafschap Rutland met 1.614 inwoners.